# Championnat de Finlande de football 1963
Navigation
Saison précédente Saison suivante
La saison 1963 du Championnat de Finlande de football était la 34e édition de la première division finlandaise à poule unique, la Mestaruussarja. Les douze meilleurs clubs du pays jouent les uns contre les autres à deux reprises durant la saison, à domicile et à l'extérieur. À la fin de la compétition, les 3 derniers du classement sont relégués et remplacés par les 3 meilleurs clubs d'Ykkonen, la deuxième division finlandaise.
Le Reipas Lahti remporte le tout premier titre de champion de Finlande de son histoire en terminant en tête du classement final cette saison, avec un seul point d'avance sur le tenant du titre, le Haka Valkeakoski, qui prend sa revanche lors de la finale de la Coupe de Finlande. Le podium est complété par l'Åbo IFK, 3e à 7 points du Reipas et promu d'Ykkonen.

## Les 12 clubs participants
| - HPS Helsinki - MiFK Mikkeli - TPS Turku - HIFK - Åbo IFK - Promu de Ykkonen - KTP Kotka - Promu de Ykkonen | - VIFK Vaasa - Promu de Ykkonen - TaPa Tampere - Haka Valkeakoski - KIF Helsinki - KuPS Kuopio - Reipas Lahti |

## Compétition

### Classement
Le barème de points servant à établir le classement se décompose ainsi :
- Victoire : 2 points
- Match nul : 1 point
- Défaite : 0 point

| Rang | Équipe               | Pts | J  | G  | N | P  | Bp | Bc | Diff |
| ---- | -------------------- | --- | -- | -- | - | -- | -- | -- | ---- |
| 1    | Reipas Lahti         | 32  | 22 | 13 | 6 | 3  | 44 | 18 | +26  |
| 2    | Haka Valkeakoski T C | 31  | 22 | 15 | 1 | 6  | 56 | 20 | +36  |
| 3    | Åbo IFK P            | 25  | 22 | 11 | 3 | 8  | 44 | 32 | +12  |
| 4    | HIFK                 | 24  | 22 | 9  | 6 | 7  | 42 | 30 | +12  |
| 5    | KTP Kotka P          | 23  | 22 | 10 | 3 | 9  | 44 | 42 | +2   |
| 6    | KuPS Kuopio          | 22  | 22 | 8  | 6 | 8  | 29 | 31 | -2   |
| 7    | MiPK Mikkeli         | 20  | 22 | 7  | 6 | 9  | 33 | 37 | -4   |
| 8    | HPS Helsinki         | 20  | 22 | 8  | 4 | 10 | 36 | 41 | -5   |
| 9    | KIF Helsinki         | 20  | 22 | 8  | 4 | 10 | 26 | 40 | -14  |
| 10   | TPS Turku            | 19  | 22 | 7  | 5 | 10 | 23 | 35 | -12  |
| 11   | TaPa Tampere         | 17  | 22 | 6  | 5 | 11 | 27 | 43 | -16  |
| 12   | VIFK Vaasa P         | 11  | 22 | 4  | 3 | 15 | 27 | 62 | -35  |

|  | Qualification pour la Coupe d'Europe des clubs champions 1964-1965                      |
|  | Qualification pour la Coupe des Coupes 1964-1965                                        |
|  | Relégation en deuxième division                                                         |
|  | T Tenant du titre C Vainqueur de la Coupe de Finlande P Club promu de deuxième division |

## Bilan de la saison
| Championnat de Finlande de football 1963                  |                          |
| Champion                                                  | Reipas Lahti (1er titre) |
| Coupes et trophées                                        |                          |
| Vainqueur de la Coupe de Finlande 1963                    | Haka Valkeakoski         |
| Qualifications continentales                              |                          |
| Coupe d'Europe des clubs champions 1964-1965 Premier tour | Reipas Lahti             |
| Coupe des Coupes 1964-1965 Premier tour                   | Haka Valkeakoski         |
| Promotions et relégations                                 |                          |
| Promus en Mestaruussarja                                  | GBK Kokkola              |
| Promus en Mestaruussarja                                  | HJK Helsinki             |
| Promus en Mestaruussarja                                  | IKissat Tampere          |
| Relégués en Ykkonen                                       | VIFK Vaasa               |
| Relégués en Ykkonen                                       | TPS Turku                |
| Relégués en Ykkonen                                       | TaPa Tampere             |